# Ізабелла (принцеса Таранто)
Ізабелла де Клермон, також відома як Ізабелла Тарантська (італ. Isabella di Chiaromonte; нар. бл. 1424, Таранто — пом. 30 березня 1465, Неаполь) — княгиня Тарантська (1463—1465), королева-консорт Неаполітанського королівства (1458—1465), титулярна королева Єрусалимська (1463—1465).

## Біографія
Народилася близько 1424 року в Таранто. Старша дочка Трістана де Клермонта (Трістан ді Кьярамонте), графа Копертіно (1380 — бл. 1432) і Катерини дель Бальцо Орсіні , племінниця і спадкоємиця Джованні Антоніо дель Бальцо Орсіні (1386—1463), князя Тарантського і графа ді Лечче. Її бабця по материнській лінії, Марія д Енгієн (1367—1446), була королевою-консортом Неаполітанського королівства з 1407 по 1414 рік.
30 травня 1444/1445 року Ізабелла де Клермон вийшла заміж за герцога Калабрії Фердинанда Арагонського (1423—1494), позашлюбного сина Альфонсо V, короля Арагона, Сицилії та Неаполя. Король Альфонсо V Арагонський в 1442 році остаточно підкорив своїй владі Неаполітанське королівство і здобув перемогу над герцогами Анжуйськими, і, таким чином, став новим сюзереном Ізабелли та її родини.
Король Альфонсо V Арагонський влаштував їх шлюб, щоб здобути для свого улюбленого позашлюбного сина Фердинанда власне князівство в Південній Італії. Альфонсо прагнув поріднити своїх дітей з впливовими феодальними сім'ями Неаполітанського королівства. В майбутньому Фердинанд та Ізабелла повинні були успадкувати князівство Таранто. Цей шлюб також зміцнити королівську владу над правителями Тарантського князівства.
У 1463 році після смерті свого дядька, Джованні Антоніо дель Бальцо Орсіні, який не мав законних спадкоємців, Ізабелла та її чоловік Фердинанд, герцог Калабрії, успадкували Тарантське князівство. Також Ізабелла успадкувала претензії на престол Єрусалимського королівства.
27 липня 1458 року після смерті Альфонсо V, з його волі новим королем Неаполітанського королівства став його старший позашлюбний син, Фердинанд І Арагонський (1458—1494), а Ізабелла стала королевою-консортом. До цього моменту у них було кілька власних дітей, старшим з яких був 10-річний принц Альфонсо.
30 березня 1465 року Ізабелла померла і була похована в церкві Сан-П'єтро Мартирі в Неаполі. Їй наслідував її старший син, Альфонсо (1448—1495), герцог Калабрії, майбутній король Альфонсо II Неаполітанський і Єрусалимський (1494—1495).
Король Фердинанд I в 1476 році одружився другим шлюбом зі своєю кузиною, інфантою Хуаною Арагонською (1454—1517), донькою свого дядька, короля Хуана II Арагонського і Хуани Енрікес.

## Родина
Чоловік — Фердинанд I, король Неаполя
Діти:
- Альфонсо II (1448—1495) — король Неаполя (1494—1495)
- Елеонора (1450—1493) — 1-й чоловік — Марія Сфорца, герцог Барі (1451—1479), 2-й чоловік — Ерколе д'Есте, герцог Феррарський (1431—1505). Мати Ізабелли Д'Есте та Беатріче д'Есте
- Федеріко IV (1452—1504) — король Неаполя (1496—1501)
- Джованні[en] (1456—1485) — архиєпископ Таранто і кардинал
- Беатриса (1457—1508) — дружина з 1476 року короля Угорщини Матвія Корвіна (1443—1490) і з 1490 року короля Чехії та Угорщини Владислава II (1456—1516)
- Франческо, герцог Сант-Анджело (1461—1486).